# Paolo Mantegazza

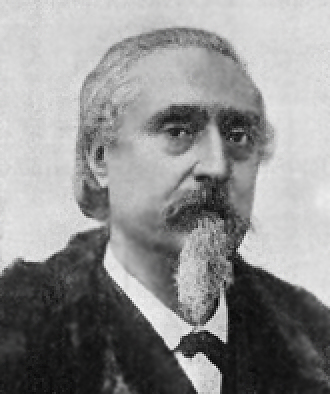
„Il Senatore erotico“ – Paolo Mantegazza, der »Pionier der Pioniere« der Sexualwissenschaft.

Paolo Mantegazza (* 31. Oktober 1831 in Monza, Kaisertum Österreich; † 28. August 1910 in San Terenzo) war ein italienischer Neurologe, Physiologe und Anthropologe sowie ein bedeutender Arzt und Bewusstseinsforscher. Mantegazza publizierte mehrere Arbeiten über die Wirkungen psychotroper Pflanzen auf das menschliche Bewusstsein, zahlreiche andere wissenschaftliche Schriften und mehrere Romane, die zu seiner Zeit Bestseller waren, inzwischen jedoch nahezu in Vergessenheit geraten sind.

## Leben
Paolo Mantegazza wurde im lombardischen Monza bei Mailand, als erstgeborener Sohn wohlhabender Eltern aus dem Großbürgertum geboren. Sein Vater war Giovan Battista Mantegazza, seine Mutter, Laura Solera Mantegazza, war eine der ersten Sozialreformerinnen Italiens, eine Freundin Garibaldis und Patriotin des „Risorgimento“. Um 1850 gründete sie die erste „Tagesstätte“ für Kleinkinder armer Leute und 1870 die erste „Berufsschule“ für Frauen in Italien. Paolo Mantegazza schrieb 1876 ihre erste Biographie „La mia mamma“.

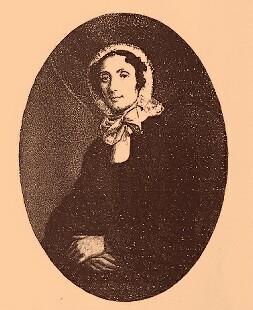
Philanthropin Laura Mantegazza circa 1865

Mantegazza studierte zuerst in Pisa und Mailand Medizin und schloss sein Studium 1854 in Pavia ab. Danach bereiste er Indien und Südamerika, wo er in Argentinien und in Paraguay als Arzt praktizierte. 1858 kam er nach Italien zurück und wirkte in Mailand als Chirurg. 1860 wurde er als Professor für Pathologie an die Universität zu Pavia berufen, wo er das erste Institut für allgemeine Pathologie in Europa gründete. Der Mediziner und Physiologe und späterer Nobelpreisträger Camillo Golgi promovierte 1865 an diesem Institut. Die medizinische Fakultät der Universität in Pavia gehörte seit dem 17. Jahrhundert zu den führenden Forschungsstätten in Italien und galt in der Mitte des 19. Jahrhunderts als eine der fortschrittlichsten in Italien.
1870 wurde Mantegazza Professor der Anthropologie am Istituto di Studi Superiori in Florenz. Hier gründete er das Museo Antropologico-Etnografico di Firenze (anthropologisches und ethnographisches Museum) sowie 1871 mit Felice Finzi die noch heute erscheinende Fachzeitschrift Archivio per l'Antropologia e l'Etnologia. Zu jener Zeit standen Kultur und Wissenschaft in Italien weit mehr als heute unter dem Einfluss der katholischen Kirche. Mantegazza wurde immer wieder von kirchlichen Kreisen angefeindet, insbesondere weil er ein Verfechter des Darwinismus und Atheist war. Von 1868 bis 1875 hatte er einen regen Briefwechsel mit Charles Darwin.
Von 1865 bis 1876 war Mantegazza Deputierter von Monza in der italienischen Abgeordnetenkammer und ab 1876 Senator im Königreich Italien.
Mantegazza starb 1910 in seinem Sommersitz in San Terenzo.

## Pionier der Drogenforschung
Bei seiner mehrjährigen Tätigkeit als Arzt in Südamerika beobachtete Mantegazza die Gewohnheit der einheimischen Kokabauern, die Blätter der Kokasträuche zu kauen. Im „Dienst der Wissenschaft“ begann er es ihnen nachzutun mit drei Tagesdosen von je drei Gramm Kokablättern. 1859 publizierte er die Schrift Sulle virtù igieniche e medicinali della coca e sugli alimenti nervosi in generale (Über die hygienischen und medizinischen Vorzüge des Koka und die Nervennahrung im Allgemeinen), für die er eine Auszeichnung erhielt und die sowohl in Italien wie auch im Ausland für großes Aufsehen sorgte. Aufgrund der Tatsache, dass Mantegazza in seinen Schriften zwischen coca und cocaina unterscheidet, wird vermutet, dass er bereits 1859 das Alkaloid Kokain aus den Kokablättern extrahiert und selbst eingenommen hatte. Mantegazza wird in der Literatur deshalb oft mit Kokain in Verbindung gebracht, doch sein Interesse für die Wirkungen psychotroper Substanzen reichte viel weiter, und er publizierte zahlreiche Schriften mit Abhandlungen über die berauschende Wirkung von diversen Rauschmitteln wie Alkohol, Mate, Guaraná, Opium, Haschisch, Kava oder auch Ayahuasca (agahuasca) und klassifizierte sie 1859 nach ihren Wirkungen, mehr als sechzig Jahre bevor Louis Lewin seine Klassifikation 1924 in seinem Werk Phantastica vornahm.

## Sexualwissenschaft
Nahezu vergessen, zu seiner Zeit herausragend waren seine vielfachen Publikationen auf dem erst später konstituierten Gebiet der Sexualwissenschaft: Fisiologia del piacere (1854); Fisiologia dell'amore (1873); Igiene dell'amore (1886); Gli amori degli uomini – Saggio di una etnologia dell'amore (1886) und Fisiologia della donna (1893) – in denen er Beobachtungen, eigene Experimente und anthropologisch-ethnologische Ergebnisse umfangreicher Sammlungen, Recherchen und Reisen zusammenfasst im Sinne einer „Phänomenologie der heterosexuellen Liebe... die ihresgleichen in der Geschichte der Sexualwissenschaft sucht.“ – Schon mit 22 Jahren verfasst er „Grundzüge der Edonologie oder der Wissenschaft vom Genusse“ (heute als Hedonismus zu verstehen) und wendet sich gegen „falsche Puritaner“ bzw. den „trüben, stinkenden Nebel der Heuchelei“ (Volkmar Sigusch in: Deutsches Ärzteblatt 7/2007 – s. Weblink).

## Schriften (Auswahl)

### Aufsätze
- Sulle origine igieniche e medicinali della coca e sugli alimenti nervosi in generale. In: Annali Universali di Medicina, Bd. 167 (1859), S. 449–519.
- Sull'introduzione in Europa della coca, nuovo alimento nervoso. In: Annali di Chimica applicati alla Medicina, Bd. 29 (1859), S. 18–21.
- Lettere mediche. Lettera VIII, sul mate. In: Gazzetta medica Italiana-Lombarda, Bd. 4 (1859), S. 85–92.
- Del guaranà, nuovo alimento nervoso. Ricerche sperimentali. In: Annali di Chimica applicati alla Medicina, Bd. 192 (1865), April, S. 8–13.

### Monographien
- Fisiologia del piacere. G. Bernardoni, Mailand 1854.
  - Physiologie des Genusses. Zenith-Verlag, Leipzig 1928 (übersetzt von H. Passarge).
- Quadri della natura umana. Feste ed ebbrezze. Brigola, Mailand 1871 (2 Bde.).
- Fisiologia dell'amore. G. Bernardoni, Mailand 1873.
  - Die Physiologie der Liebe (Die beliebtesten Romane der Weltliteratur; Bd. 11). Verlag der Schillerbuchhandlung, Berlin 1924.
- Igiene dell'amore. G. Bernardoni, Mailand 1877.
  - Die Hygiene der Liebe. Zenith-Verlag, Leipzig 1927.
- Fisiologia del dolore. Marzocco, Florenz 1948 (Nachdr. d. Ausg. Florenz 1880).
- Gli amori degli uomini. Saggio di una etnologia dell'amore. G. Bernardoni, Mailand 1886.
  - Die Geschlechtsverhältnisse des Menschen (Die bunten Romane der Weltliteratur; Bd. 12). Verlag der Schillerbuchhandlung, Berlin 1925.[3]
- La mia mamma (Piccola biblioteca del popolo italiano; Bd. 11). G. Barbèra, Florenz 1886.
- Le estasi umane. Mantegazza Edizione, Mailand 1887 (2 Bde.).
  - Die Ekstasen des Menschen. Costenoble, Jena 1888 (2 Bde.).
- Fisiologia dell'odio. Treves, Mailand, 1889
  - Die Physiologie des Hasses. Costenoble, Jena 1889
- Fisiologia della donna. Treves, Mailand 1893.
  - Die Physiologie des Weibes. 8. Aufl. Verlag Neufeld & Henius, Berlin 1911.
- L'Anno 3000. Viaggio verso Andropoli. Tipheret, Rom 2010, ISBN 978-88-649-6028-9 (EA Mailand 1887)
  - Das Jahr 3000. Ein Zukunftsroman. Verlag von Reeken, Lüneburg 2012, ISBN 978-3-940679-67-3 (EA Jena 1897)